# Bataille de Crétopolis
Guerres des Diadoques
Batailles
Guerres des Diadoques
- Hellespont
- Orcynia
- Crétopolis
- Paraitacène
- Gabiène
- Gaza
- Guerre babylonienne
- Salamine de Chypre
- Rhodes
- Ipsos
- Couroupédion

La bataille de Crétopolis, livrée en Pisidie en 320 av. J.-C., oppose Antigone le Borgne, stratège d'Asie au nom de la régence macédonienne, aux partisans du chiliarque Perdiccas dans le contexte de la première guerre des Diadoques. Elle voit la victoire complète d'Antigone.

## Contexte historique
À la suite des accords de Triparadisos (printemps 321 av. J.-C.) qui réorganisent l'empire constitué par Alexandre le Grand, Antigone le Borgne est chargé par le régent Antipater de combattre en Anatolie les derniers partisans de Perdiccas, vaincu et tué en Égypte. Antigone reçoit de nombreux renforts, dont une phalange macédonienne. Il est contraint de laisser une force substantielle afin de surveiller Alcétas, le frère de Perdiccas, qui est installé sur ses arrières en Pisidie. Puis il mène campagne contre Eumène de Cardia qu'il défait en Cappadoce à la bataille d'Orcynia au printemps 320, le contraignant à s'enfuir dans la forteresse de Nora.
Laissant le siège de Nora à un subordonné, Antigone marche contre Alcétas et ses alliés, Attale, Polémon et Docimos, qui ont rassemblé leurs forces en Pisidie près de Crétopolis. Il décide d'utiliser la surprise en faisant marcher son armée de Cappadoce en Pisidie en sept jours (soit environ 480 km). De cette façon, Antigone parvient à prendre ses adversaires au dépourvu. Le premier avertissement de l'arrivée d'Antigone a été le barrissement de ses éléphants de guerre.

## Déroulement
Antigone occupe des collines surplombant la position d'Alcétas. Laissant Attale et Docimos déployer la phalange, Alcétas prend le commandement de la cavalerie et des peltastes pour attaquer les troupes d'Antigone sur la crête et tente désespérément de les déloger. Antigone charge avec 6 000 cavaliers depuis le col et attaque les flancs de la phalange, forçant Alcétas à revenir en arrière. N'ayant pas eu le temps de se déployer face à la charge de cavalerie d'Antigone, leurs fantassins se rendent en masse, offrant la victoire à Antigone.

## Conséquences
Alcétas parvient à s'échapper avec une garde de Pisidiens, qui lui sont particulièrement fidèles, et se réfugie dans la cité de Termessos, jugée imprenable. Il se suicide 
quand il apprend que les habitants sont prêts à le livrer à Antigone. Ses compagnons, Attale, Polémon et Docimos ont été capturés par Antigone, avec le reste de l'armée, soit près de 16 000 fantassins et 900 cavaliers. La mort d'Antipater en 319 av. J.-C. change la donne pour Antigone qui devient l'ennemi de la régence et entre de nouveau en lutte contre Eumène de Cardia.

## Sources antiques
- Diodore de Sicile, Bibliothèque historique [détail des éditions] [lire en ligne], XVIII.
- Polyen, Stratagèmes.